# Мужская сборная Республики Корея по софтболу
Мужская национальная сборная Республики Корея по софтболу — представляет Республику Корея на международных софтбольных соревнованиях. Управляющей организацией является Ассоциация бейсбола и софтбола Республики Корея (англ. Korea Baseball Softball Association).

## Результаты выступлений

### Чемпионаты мира
| Год        | Победы         | Поражения      | Место          |
| ---------- | -------------- | -------------- | -------------- |
| 1966—1992  | не участвовали | не участвовали | не участвовали |
| 1996       | .              | .              | 17             |
| 2000—н. в. | не участвовали | не участвовали | не участвовали |